# Communauté de communes Le Dourdannais en Hurepoix
La  communauté de communes Le Dourdannais en Hurepoix  (CCDH) est une structure intercommunale française située dans le département de l’Essonne et la région Île-de-France.

## Historique
La communauté de communes Le Dourdannais en Hurepoix a été créée par arrêté préfectoral du 22 novembre 2005.
Les prises de compétences se sont ensuite échelonnées, puisque, à sa création, elle prenait en charge l’aire d’accueil des gens du voyage et le centre aquatique, le 1er septembre, la voirie, le 1er octobre le développement économique. Le 1er janvier 2007, l’action sociale entrait dans les attributions de l’intercommunalité, suivie le 1er janvier 2008 les équipements sportifs.
Le 9 octobre 2009, l’intercommunalité s’est étendue aux communes de Saint-Chéron, Le Val-Saint-Germain, Saint-Cyr-sous-Dourdan et Breux-Jouy,.

## Territoire communautaire

### Géographie
| Type d'occupation           | Pourcentage | Superficie (en hectares) |
| --------------------------- | ----------- | ------------------------ |
| Espace urbain construit     | 6,5 %       | 935,00                   |
| Espace urbain non construit | 3,3 %       | 482,88                   |
| Espace rural                | 90,2 %      | 13 011,10                |
| Source : Iaurif-MOS 2008    |             |                          |

La communauté de communes Le Dourdannais en Hurepoix est située à l’ouest du département de l’Essonne. Son altitude varie entre cinquante-cinq mètres à Breux-Jouy et cent soixante-trois mètres à Roinville.

### Composition
La communauté de communes est composée des 11 communes suivantes :

| Nom                    | Code Insee | Gentilé             | Superficie (km2) | Population (dernière pop. légale) | Densité (hab./km2) |
| ---------------------- | ---------- | ------------------- | ---------------- | --------------------------------- | ------------------ |
| Dourdan (siège)        | 91200      | Dourdannais         | 30,64            | 11 068 (2022)                     | 361                |
| Breux-Jouy             | 91106      | Brojiciens          | 4,68             | 1 283 (2022)                      | 274                |
| Corbreuse              | 91175      | Corbreusois         | 15,79            | 1 675 (2022)                      | 106                |
| La Forêt-le-Roi        | 91247      | Forestains          | 7,94             | 493 (2022)                        | 62                 |
| Les Granges-le-Roi     | 91284      | Grangeois           | 12,68            | 1 187 (2022)                      | 94                 |
| Richarville            | 91519      | Richarvillois       | 10,35            | 388 (2022)                        | 37                 |
| Roinville              | 91525      | Roinvillois         | 13,4             | 1 314 (2022)                      | 98                 |
| Saint-Chéron           | 91540      | Saint-Chéronnais    | 11,44            | 5 176 (2022)                      | 452                |
| Saint-Cyr-sous-Dourdan | 91546      |                     | 9,89             | 957 (2022)                        | 97                 |
| Sermaise               | 91593      | Sarmates            | 13,6             | 1 606 (2022)                      | 118                |
| Le Val-Saint-Germain   | 91630      | Val-Saint-Germinois | 12,57            | 1 550 (2022)                      | 123                |

### Démographie

#### Évolution démographique
| 1968   | 1975   | 1982   | 1990   | 1999   | 2007   | 2012   | 2017   |
| ------ | ------ | ------ | ------ | ------ | ------ | ------ | ------ |
| 11 471 | 15 702 | 18 176 | 21 187 | 23 122 | 24 261 | 25 348 | 26 451 |

#### Pyramide des âges
| Hommes | Classe d’âge | Femmes |
| ------ | ------------ | ------ |
| 0,3    | 90 ans ou +  | 1,3    |
| 5,0    | 75 à 89 ans  | 8,0    |
| 13,0   | 60 à 74 ans  | 13,1   |
| 21,1   | 45 à 59 ans  | 20,5   |
| 21,4   | 30 à 44 ans  | 21,0   |
| 18,0   | 15 à 29 ans  | 16,4   |
| 21,0   | 0 à 14 ans   | 19,6   |

| Hommes | Classe d’âge | Femmes |
| ------ | ------------ | ------ |
| 0,3    | 90 ans ou +  | 0,8    |
| 4,4    | 75 à 89 ans  | 6,7    |
| 11,3   | 60 à 74 ans  | 11,9   |
| 19,9   | 45 à 59 ans  | 20,0   |
| 21,9   | 30 à 44 ans  | 21,4   |
| 20,6   | 15 à 29 ans  | 19,2   |
| 21,7   | 0 à 14 ans   | 20,0   |

## Organisation

### Siège

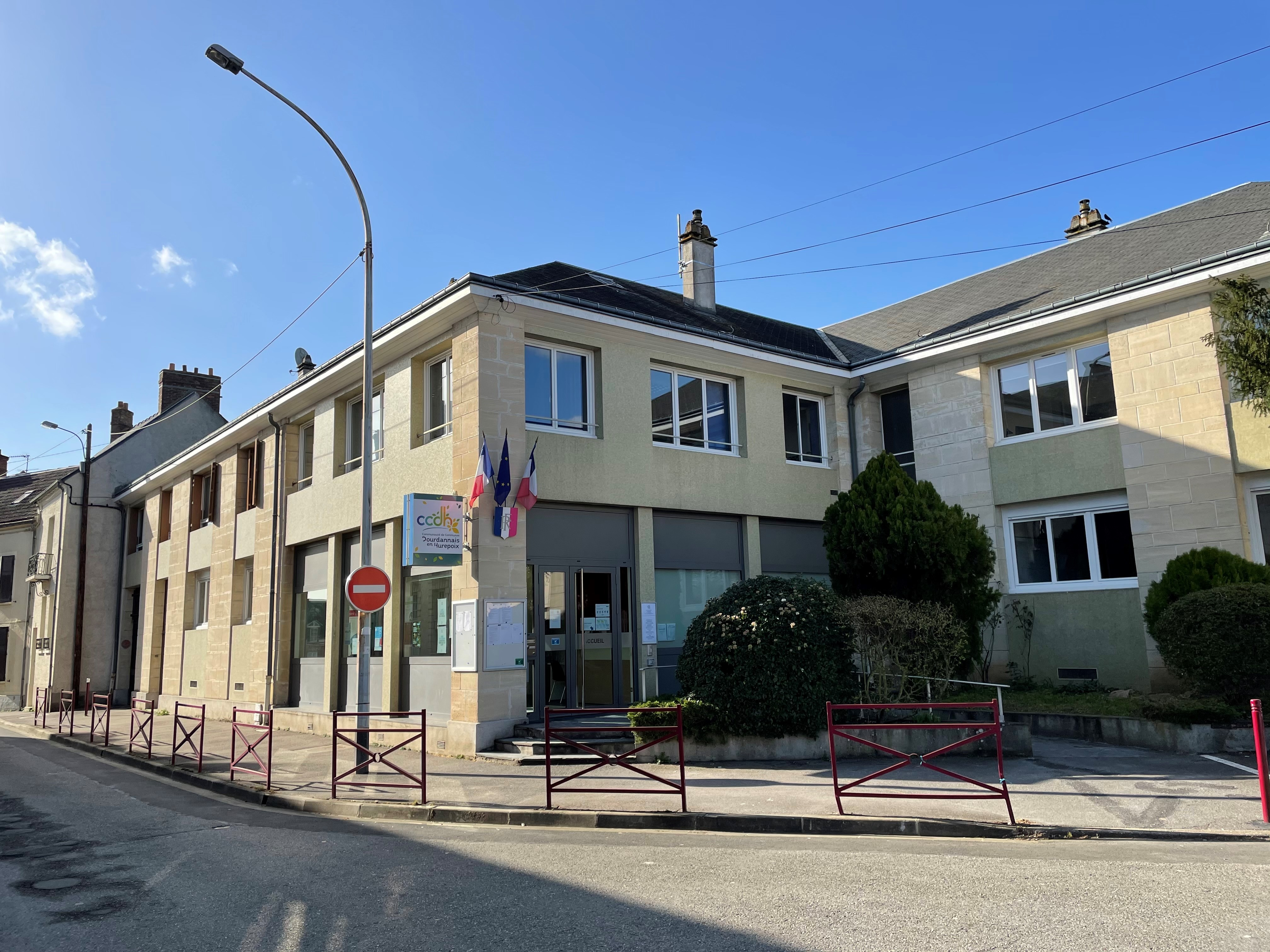
Siège

La communauté de communes a son siège à Dourdan, 17 rue Pierre Ceccaldi.

### Élus
La communauté d'agglomération est administrée par son conseil communautaire, composé pour la mandature 2020-2026 de 32 conseillers municipaux représentant chacune des communes membres et répartis en fonction de leur population de la manière suivante :
- 14 délégués pour Dourdan ;
- 6 délégués pour Saint-Chéron ;
- 2 délégués pour Corbreuse et Sermaise et Le Val-Saint-Germain ;
- 1 délégué ou son suppléant pour les autres communes, dont la population est comprise entre 1 368 et 399 habitants.

Au terme des élections municipales de 2020 dans l'Essonne, le conseil communautaire renouvelé du 10 juillet 2020 a élu son nouveau président, Rémi Boyer, maire-adjoint de Saint-Chéron ainsi que ses sept vice-présidents, qui sont :
1. Carine Houdouin, maire de Richarville, chargée du tourisme, du projet de territoire et de la communication institutionnelle ;
2. Paolo De Carvalho, maire de Dourdan, chargé des Travaux et Equipements sportifs ;
3. José Correia, maire de Corbreuse, chargé du développement économique ;
4. Guillaume Bellinelli, maire de Roinville-sous-Dourdan, chargé des finances
5. Magali Hautefeuille, maire de Sermaise, chargée de l'enfance, et de la petite enfance ;
6. Jean-Pierre Moulin, maire de Saint-Cyr-sous-Dourdan, chargé des travaux et infrastructures sportives ;
7. Pierre Vallée, maire des Granges-le-Roi, chargé du Développement durable, Transition écologique et Plan alimentaire territorial.

Le président, les sept vice-présidents et deux conseillers communautaires délégués constituent le bureau de l'intercommunalité pour la mandature 2020-2026.

### Liste des présidents
| Période      | Période                        | Identité              | Étiquette | Qualité |
| ------------ | ------------------------------ | --------------------- | --------- | --- |
| 2006         | avril 2014                     | M. Dominique Echaroux | UMP → LR  | Directeur de société Maire de Roinville (2001 → 2014) Conseiller général puis départemental de Dourdan (2004 → ) Vice-président du Conseil départemental de l'Essonne (2015 → ) |
| avril 2014   | 2017                           | Jocelyne Guidez       | SE        | Maire de Saint-Chéron (2008 → 2017) Sénatrice de l'Essonne (2017 → ) Démissionnaire à la suite de son élection comme sénatrice                                                  |
| 2017         | juillet 2020                   | M. Yannick Hamoignon  | SE        | Maire de Roinville (2014 → 2020) |
| juillet 2020 | En cours (au 23 novembre 2020) | Rémi Boyer            | Horizons  | Consultants en ressources humaines Maire-adjoint de Saint-Chéron |

### Compétences
La communauté de communes exerce les compétences qui lui ont été transférées par les communes membres, dans les conditions fixées par le code général des collectivités territoriales.
Il s'agit des compétences obligatoires fixées par la loi : le développement économique et l’aménagement du territoire, ainsi que les compétences optionnelles de gestion de la voirie, de gestion des équipements sportifs, de protection de l’environnement, de promotion du tourisme, de gestion des espaces d’accueil des gens du voyage et d’organisation des activités périscolaires.

### Régime fiscal et budget
La communauté de communes est un établissement public de coopération intercommunale à fiscalité propre.
Afin de financer l'exercice de ses compétences, l'intercommunalité perçoit la fiscalité professionnelle unique (FPU) – qui a succédé à la taxe professionnelle unique (TPU) – et assure une péréquation de ressources entre les communes résidentielles et celles dotées de zones d'activité.
Elle verse une  dotation de solidarité communautaire (DSC) à ses communes membres.

## Projets et réalisations
Conformément aux dispositions légales, une communauté de communes a pour objet d'associer des « communes au sein d'un espace de solidarité, en vue de l'élaboration d'un projet commun de développement et d'aménagement de l'espace ».